# Haliphron atlanticus
Haliphron atlanticus – gatunek głowonoga z rzędu ośmiornic. Jedyny znany przedstawiciel monotypowego rodzaju Haliphron i rodziny Alloposidae. Osiągając długość całkowitą 4 m i masę 75 kg, jest jednym z dwóch największych – obok ośmiornicy olbrzymiej – współcześnie żyjących gatunków ośmiornic.

## Taksonomia
Gatunek opisany został w 1861 przez Steenstrupa na podstawie okazu złowionego w Oceanie Atlantyckim (38°N 34°W/38,000000 -34,000000). Okaz typowy zdeponowany został w Zoologisk Museum Uniwersytetu Kopenhaskiego. Rodzaj Haliphron został natomiast opisany w 1859 przez tego samego autora bez podawania typu. W 1880 A. E. Verrill opisał rodzaj Alloposus z gatunkiem Alloposus mollis i w rok później wyróżnił w nową rodzinę Alloposidae. Następnym opisanym gatunkiem z rodzaju Alloposus był A. pacificus. Kolejny gatunek z tego rodzaju, Alloposus hardyi, opisał w 1932 G. C. Robson na podstawie okazu z Atlantyku 0°56′S 14°08′W/-0,933333 -14,133333. Gatunek ten zsynonimizowany został w 1949 z A. mollis przez S. Thore'a. W 1922 G. Grimpe opisał nowy rodzaj, Alloposina, ustanawiając jego gatunkiem typowym Bolitaena microcotyla Hoyle, 1904. Z tego rodzaju G. C. Robson opisał w 1932 nowy gatunek Alloposina albatrossi. Rodzaj Alloposina został zsynonimizowany w 1982 z Alloposus, zaś rodzaj Alloposus z Haliphron w 1983 przez T. K. Kristensena i J. Knudsena. Synonimem Haliphron jest również opisany w 1929 przez L. Joubina rodzaj Heptapus z jednym gatunkiem H. danai.

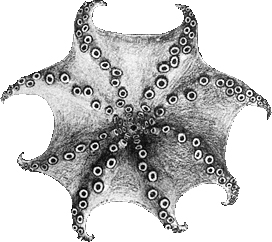
Widok od strony gębowej

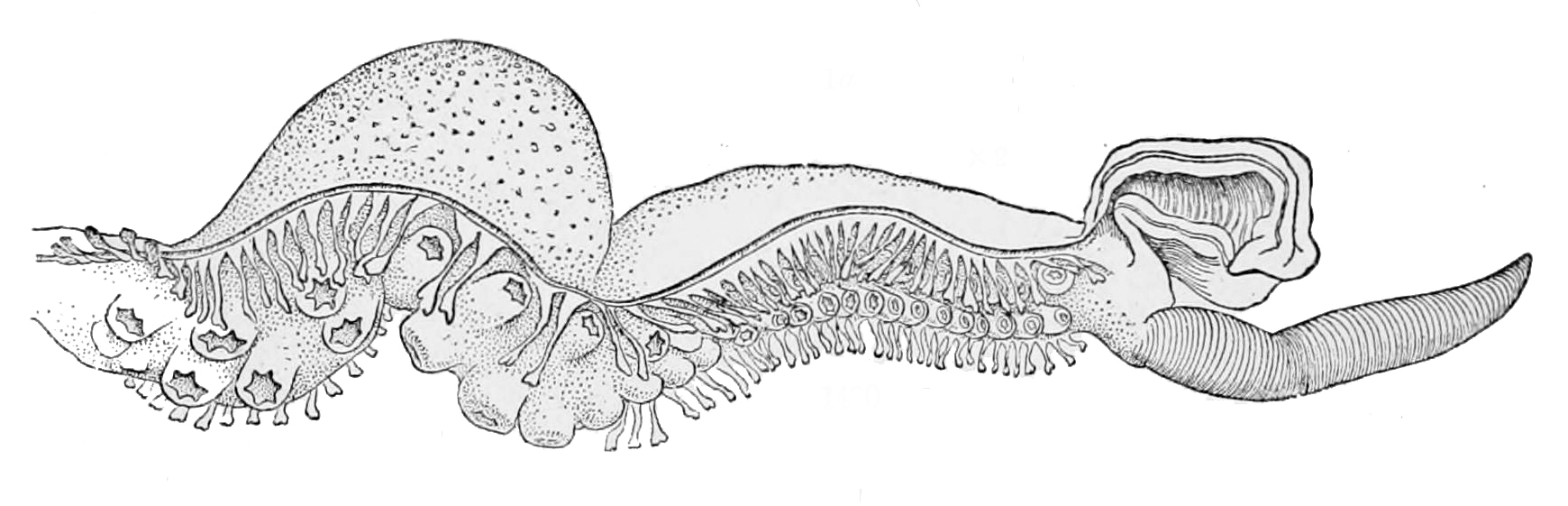
Hektokotylus samca

## Opis
Ciało posiadają krótkie i szerokie, galaretowate. Długość całkowita ciała samic dochodzi do 2,9 m (szacowana na 4 m ze względu na niekompletność okazu), z czego długość płaszcza do 69 cm. Samce, znacznie mniejsze, osiągają do 30 cm długości całkowitej.
Głowa szeroka. Oczy duże, o średnicy wynoszącej 40% długości płaszcza, półkuliste. W-kształtny lejek osadzony w tkance głowy.
Ramiona są krótkie i złączone daleko wysuniętą błoną. Przyssawki, przez większość długości ramion ułożone w dwóch rzędach, przechodzą w pojedynczy rząd w pobliżu otworu gębowego. Prawe ramię III pary u samców przekształcone w całości w hektokotylus, który zwinięty jest w worku pod prawym okiem. Z powodu masywnego, galaretowatego ciała ramię to może być łatwo przeoczone, skąd pochodzi angielska nazwa tego gatunku "seven-armed octopus" (ośmiornica siedmioramienna).

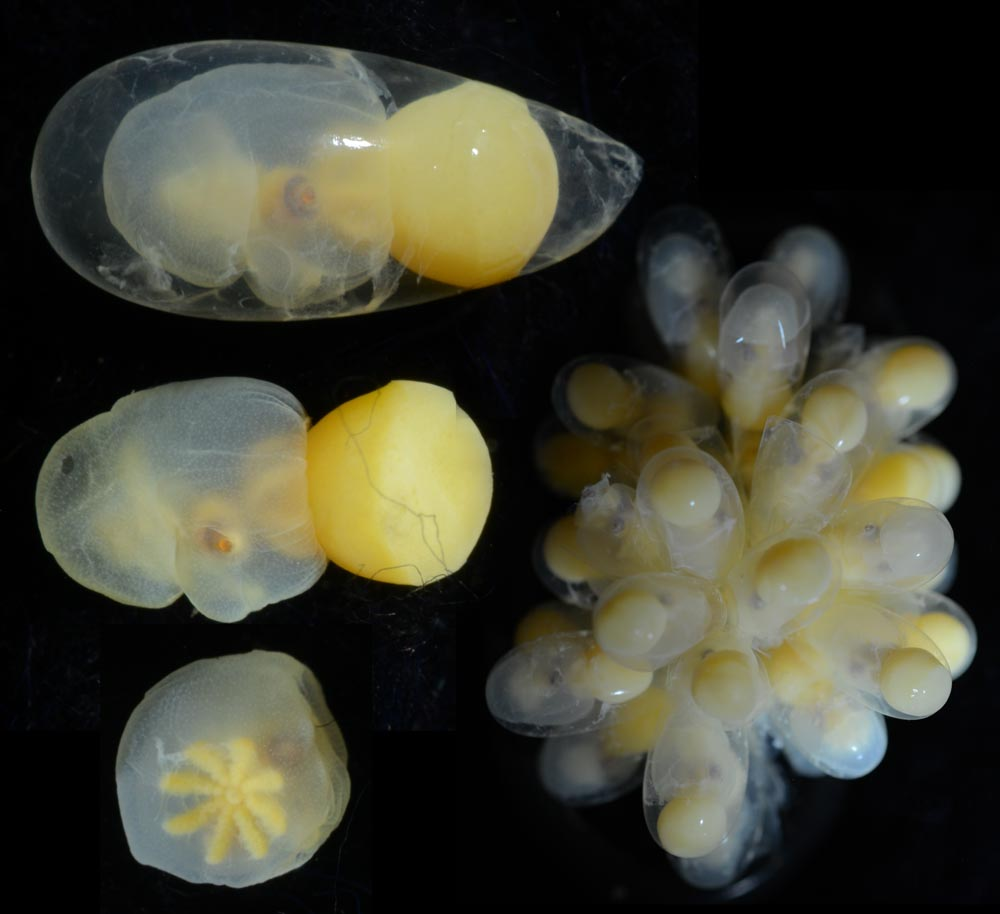
Jaja i embriony H. atlanticus znalezione na północ od Wysp Zielonego Przylądka. Jaja mają do ok. 8 mm szerokości

```
 
```

## Biologia i ekologia
Samice opiekują się swoimi jajami, które przyczepione są po wewnętrznej stronie ramion w pobliżu otworu gębowego. Młode osobniki żyją w wodach powierzchniowych pelagialu. Wraz z dojrzewaniem przemieszczają się do głębszych warstw wody. Dorosłe osobniki uznaje się za batypelagiczne.
Niewiele wiadomo o diecie tych głowonogów, jednak badania ilości izotopów 15N i 13C występujących w ich dziobach znalezionych w żołądkach kaszalotów sugerują, że gatunek ten, pomimo dużych rozmiarów, nie zajmuje szczególnie wysokiej pozycji w piramidzie troficznej. E. Willassen wskazywał, że w skład ich pożywienia wchodzić mogą krewetki północne.
Najczęściej podawanym drapieżnikiem tego gatunku jest kaszalot, u którego pelagiczne głowonogi stanowią ważną część diety. Gatunek ten znajdowany jest także w żołądkach: żarłacza błękitnego, mniszki hawajskiej oraz albatrosa wędrownego.

## Występowanie
Gatunek kosmopolityczny, ale nigdzie nie jest liczny. Spotykane od powierzchni wody do głębokości 3180 m.

## Inne gatunki
Niewykluczone jest wyróżnienie innych gatunków z tego rodzaju.

### Okaz z Wyniesienia Chatham
26 października 2001 roku w rejonie Wyniesienia Chatham (na wschód od wybrzeży Nowej Zelandii) na głębokości 920 m p.p.m. odłowiony został pierwszy dla południowego Pacyfiku okaz samicy tego głowonoga. Opisany został w 2004 roku przez S. O'Shea. Okaz mierzył 2,9 m długości i ważył 61 kg. Był jednak niekompletny, więc długość całkowitą zwierzęcia oszacowano na ok. 4 m, a wagę na 75 kg. W ciele tej samicy znaleziono duże, dochodzące do 16 mm jajeczka. Fakt, że dotąd jaja tego gatunku zostały opisane (Young, 1995) jako znacznie mniejsze od przyssawek, a u tego okazu ich wielkość była porównywalna z rozmiarami największych przyssawek, oraz różnice w wielkości dojrzałych samic (opisana przez Younga miała 1 m długości) mogą sugerować, że istnieje więcej gatunków z rodzaju Haliphron.

### Ilość blaszek skrzelowych
W 1930 Robson, na podstawie pojedynczego okazu samca, opisał gatunek Alloposus hardyi. Okaz posiadał 6 lub 7 blaszek skrzelowych (lamellae) na oś skrzelową (ang. demibranch gill), podobnie do opisanego w 1932 przez Robsona Alloposina albatrossi, uważanego za synonim Alloposus mollis (= H. atlanticus). Jednakże podobnych rozmiarów samiec, zaliczony przez Voss'a (1956) do A. mollis, posiadał 9 blaszek na oś skrzelową, podobnie jak prawdopodobnie dwa okazy samic. Z kolei niewielka samica opisana jako Alloposus pacificus (Ijima, 1902), samica z okolic Wysp Tanimbar zaliczona do H. atlaticus (Norman et al., 1997) oraz okaz z rejonu Wzniesienia Chathama mają po 10 blaszek na oś. Liczba blaszek może być więc przydatna jako cecha diagnostyczna do wstępnego odróżniania gatunków w obrębie tego rodzaju.